# Al final mueren los dos
Al final mueren los dos (título original: They Both Die at the End) es una novela de  literatura juvenil  escrita por el  autor estadounidense Adam Silvera y publicada el 5 de septiembre del 2017, por HarperTeen. Es la tercera novela de Silvera enfocada en dos chicos adolescentes, Mateo y Rufus, quiénes descubren que sólo tienen un día para vivir.
En abril del 2020 debido a #booktok, un popular hashtag para lectores en la plataforma de TikTok, la popularidad del libro obtuvo un crecimiento una vez más colocándolo encima del The New York Times Best Seller list.

## Resumen
Poco después de medianoche del 5 de septiembre, Mateo recibe una llamada de teléfono por parte de Muerte Súbita, una compañía que aumentó en prominencia los siete años previos y es capaz de pronosticar las muertes de las personas, informándo que ahora son un Fiambre, alguien con únicamente veinticuatro horas (o menos) para vivir. Mateo inicialmente pretende gastar su Último Día en su dormitorio pero decide impulsarse para vivir realmente, por lo que de manera desanimada decide descargar la aplicación de Último Amigo, una aplicación desarrollada para ayudar a los Fiambres solitarios a encontrar alguien para gastar su Último Día. Rufus esta en medio de una pelea con Peck, el nuevo novio de su ex, Aimee, en ese momento recibe su llamada por parte de Muerte Súbita. Sus amigos Malcolm y Tagoe le recuerdan a Rufus no alejarse debido a la reciente noticia. Rufus, Aimee, Malcolm y Tagoe (autodenominados "Plutones"), hacen un funeral para Rufus en su casa adoptiva pero es interrumpido por Peck, quien llama la policía para detener a Rufus por agresión. Rufus huye y en el camino descarga la aplicación de Último Amigo a modo de no vivir ese día solo.
Mateo y Rufus se conocen a través de Último Amigo y deciden pasar el día siendo el acompañante de cada uno. Mateo acuerda con Rufus de ir al hospital para poder visitar a su padre que ha estado en coma por dos semanas. Mateo se despide de su padre y le deja una nota para que pueda leerla cuando el despierte. Después Mateo y Rufus van a ver a Lidia, la mejor amiga de Mateo, y a su hija (ahijada de Mateo), Penny. No queriendo hacer enojar a Lidia, Mateo pretende que todo está en orden, pero antes de irse le deja un envoltorio con dinero y bloquea su número. Rufus recibe una llamada de Aimee que le dice que Malcolm y Tagoe están detenidos por intentar distraer a la policía para darle más tiempo para poder escapar. Rufus narra su pasado, explicando que sus padres y hermana recibieron una llamada de Muerte Súbita en el mismo día y su automóvil choco en un río con ello sus padres y hermana se ahogaron, dejándolo como único superviviente. Rufus y Mateo hablan sobre sus planes de vida: Mateo siempre quiso ser un arquitecto y Rufus deseo que pudiera convertir su pasión por la fotografía en una profesión. Cuando su amistad profundiza, Mateo se vuelve más atrevido y Rufus empieza a tomar fotos a color para su perfil de Instagram, todo lo contrario a sus monocromáticas publicaciones, para representar su Último Día. Rufus y Mateo se dirigen al cementerio de modo que Mateo pueda visitar la tumba de su madre, sólo para encontrar un jardinero en el proceso de cavar la tumba de Mateo junto al de su madre. Mateo deja su construcción de Lego en la lápida de su madre y habla con Rufus sobre la vida después de la muerte y debaten sobre qué les pasará a ellos en un futuro próximo.
Mateo acompañado de Rufus irán probando lugares donde se pueden realizar actividades peligrosas sin tener algún peligro y al igual que Mateo, Rufus también es capaz de afrontar sus miedos. Luego de reunirse con Lidia, Rufus convence a Mateo de ir al Cementerio de Clint, un club nocturno popular entre Fiambres, donde canta junto a él. Mateo entonces le da un beso a Rufus, quien le pregunta por qué se había tardado tanto en hacerlo. Los Plutones llegan al club y todos juntos se divierten, pero son interrumpidos por Peck y sus amigos (quienes conforman una pandilla) que intentan asesinar a Rufus. Mateo y Rufus logran escapar a salvo sin poder despedirse apropiadamente de sus mejores amigos.
A Mateo le gustaría ir una vez más ver a su padre antes de que termine su Último Día, pero antes decide descansar con Rufus en su casa, donde le canta y toca el piano. Rufus decide guardar el momento grabándolo y tomándole una foto como su último post en Instagram. Ambos se acuestan pensando por qué no se habían conocido antes y deciden que se quedaran en su lugar seguro hasta ir con el padre de Mateo. 
Mateo despierta primero y, a pesar de la promesa, va a la cocina para hacer un té para él y Rufus, esperando hacer al otro chico feliz. Él distraídamente enciende el quemador que esta roto, el cual le dijo a su vecino que no arreglara ya que ese día iba a morir. La estufa explota, provocándole su muerte.
Rufus despierta debido al humo y huye del apartamento. Entonces corre de vuelta al apartamento en llamas y arrastra el cuerpo de Mateo fuera, suplicando que despierte. Rufus le miente a los paramédicos diciendo que no es un Fiambre y que necesita de atención médica. Aun así, Mateo es declarado muerto en la escena y Rufus devastado le marca a Lidia para informarle de su fallecimiento. Rechazando el tratamiento, Rufus está decidido a cumplir el deseo de muerte de Mateo visitando a su padre en el hospital. En el hospital Rufus le platica lo fuerte y valiente que ha sido su hijo, decidido a enfrentar sus miedos y realmente vivir su vida. Antes de partir, le deja una nota describiendo quién es Rufus junto a su cuenta de Instagram donde podrá ver algunas fotos de Mateo que le tomo.
En el parque donde decide gastar sus últimas horas, Rufus se pone los audífonos para escuchar el vídeo que le tomo a Mateo mientras cantaba y al mismo tiempo camina hacia la carretera sin mirar.

## Personajes
- Mateo Torrez - Un chico tímido, delgado, y socialmente ansioso quien ha gastado la mayoría de su vida quedándose en su casa.
- Rufus Emeterio - De origen Cubano, es un chico inteligente con un pasado preocupante.
- Lidia Vargas - Mejor Amiga de Mateo y madre de Penny.
- Mateo Torrez (Papá). - El padre de Mateo quien ha estado en coma por dos semanas.
- Patrick "Peck" Gavin - Es el actual novio de Aimee quien tiene un conflicto contra Rufus.
- Delilah Grey - Una reportera quien recibe una llamada de Muerte Súbita pero está convencida de que es una broma preparada por su prometido Victor quien trabaja en la compañía.
- Dalma Young - Creador de la app de Último Amigo.
- Aimee Dubois - Exnovia de Rufus.

- Malcolm Anthony - Mejor amigo de Rufus.
- Tagoe Hayes - Mejor amigo de Rufus
- kendrick o'connell - Miembro de la pandilla de Peck.

## Recepción
Al Final Mueren los Dos es un New York Times y IndieBound Best Seller, así como una selección del Junior Library Guild.
El libro recibió revisiones estelares de Booklist, Publishers Weekly, School Library Journal, y Kirkus Reviews, así también revisiones positivas del The Bulletin of the Center for Children's Books, American Review, BookPage, Common Sense Media, BuzzFeed, Children's Book and Media Review and Teen Vogue.
Al Final Mueren los Dos también ha sido analizado en revistas académicas por su representación de LGBT teens of color

## Adaptación
Al Final Mueren los Dos está actualmente en desarrollo por eOne con el creador de Bridgerton Chris Van Dusen junto con Silvera como ejecutor productivo y escritor. Anteriormente, la adaptación estuvo puesta como miniserie televisiva de media hora en HBO con J. J. Abrams como productor ejecutivo.

## Precuela
Adam Silvera ha anunciado una precuela The First to Die at the End cuál dará una introducción al sistema de Muerte Súbita y nos introducirá un nuevo set de trágicos amantes , está pensado en ser lanzado para el 4 de octubre del 2022.